# Palisse
Palisse (Paliça auf Okzitanisch) ist eine französische Gemeinde mit 220 Einwohnern (Stand 1. Januar 2022) im Département Corrèze in der Region Nouvelle-Aquitaine.

## Geografie
Das Dorf liegt im Zentralmassiv südlich vom Plateau de Millevaches und dem Regionalen Naturpark Millevaches en Limousin unweit der Triouzoune einem rechten Nebenfluss der Dordogne.
Tulle, die Präfektur des Départements, liegt ungefähr 55 Kilometer südwestlich, Ussel etwa 20 Kilometer nordöstlich und Égletons rund 17 Kilometer leicht südwestlich.
Nachbargemeinden von Palisse sind Saint-Angel im Norden, Valiergues im Nordosten, Chirac-Bellevue im Osten, Neuvic im Südosten, Lamazière-Basse im Süden, Darnets im Westen sowie Combressol im Nordwesten.

### Verkehr
Der Ort liegt ungefähr 15 Kilometer leicht südwestlich der Abfahrt 23 der Autoroute A89.

## Wappen
Beschreibung: Das Wappen ist geviert, Felder 1 und 4 sind in Gold und Rot geviert, die übrigen zeigen in Gold je drei rote Löwen.

## Bevölkerungsentwicklung
| Jahr      | 1962 | 1968 | 1975 | 1982 | 1990 | 1999 | 2007 | 2016 |
| Einwohner | 83   | 106  | 109  | 120  | 124  | 121  | 227  |      |

## Sehenswürdigkeiten
- Die Kirche Saint-Martial, ein Sakralbau aus dem 12., 13. und 14. Jahrhundert, ist seit dem 15. September 1993 als Monument historique klassifiziert[2].
- Die Talsperre Barrage de Neuvic d’Ussel liegt ca. 12 Kilometer südöstlich[3][4].